# Dave Holland (kontrabasista)
Dave Holland (* 1. října 1946) je britský jazzový kontrabasista, hudební skladatel a kapelník žijící v USA. Na přelomu šedesátých a sedmdesátých let hrál s Milesem Davisem. Později spolupracoval s umělci, jako jsou Joe Henderson, Bill Frisell, Chick Corea, Kenny Wheeler nebo Chris Potter. Od počátku sedmdesátých let vydává sólová alba. V roce 2005 založil vlastní vydavatelství Dare2.